# Никольск (Смоленская область)
Нико́льск — деревня в Гагаринском районе Смоленской области России. Входит в состав Гагаринского сельского поселения. Население — 4 жителя (2007 год). 
Расположена в северо-восточной части области в 11 км к северо-востоку от Гагарина, в 18 км севернее автодороги М1 «Беларусь», на берегу реки Дубня. В 16 км юго-восточнее деревни расположена железнодорожная станция Колесники на линии Москва — Минск.

## История
В годы Великой Отечественной войны деревня была оккупирована гитлеровскими войсками в октябре 1941 года, освобождена в марте 1943 года.